# إيفان بولص
إيفان بولص (بالإسبانية: Iván Bulos Guerrero)‏ هو لاعب كرة قدم بيروفي في مركز الهجوم، ولد في 20 مايو 1993 في ليما في بيرو. شارك مع منتخب البيرو تحت 20 سنة لكرة القدم ومنتخب بيرو لكرة القدم. أما مع النوادي، فقد لعب مع ستاندارد لييج ونادي أوهيجينس ونادي سبورتينغ كريستال ونادي سينت ترويدن ونادي يونيفرسيتاريو.

## وصلات خارجية
- إيفان بولص على موقع قاعدة بيانات كرة القدم.إي يو (الإنجليزية)
- إيفان بولص على موقع ناشيونال فوتبول تيمز (الإنجليزية)
- إيفان بولص على موقع Soccerway.com (الإنجليزية)
- إيفان بولص على موقع عالم كرة القدم.نت (الإنجليزية)
- إيفان بولص على موقع AS.com (الإسبانية)